# Aealo
Aealo je desáté studiové album řecké extreme metalové kapely Rotting Christ. Bylo vydáno v roce 2010 hudebním vydavatelstvím Season of Mist.
Zpěvák kapely Sakis Tolis vysvětluje, že AEALO je přepis slova ΕΑΛΩ ze starořečtiny znamenající katastrofu nebo zničení a odráží hudební i textový obsah alba.
Název třetí skladby Δαιμόνων βρῶσις (Daimóno̱n vró̱sis) znamená pokrm bohů.

## Seznam skladeb
1. "Aealo" - 3:40
2. "Eon Aenaos" - 3:57
3. "Δαιμόνων βρῶσις" - 4:56
4. "Noctis Era" - 4:49
5. "Dub-Saĝ-Ta-Ke" - 2:57
6. "Fire, Death and Fear" - 4:34
7. "Nekron Iahes..." - 1:08
8. "...Pir Threontai" - 4:48
9. "Thou Art Lord" - 4:51
10. "Santa Muerte" - 5:28
11. "Orders From The Dead (coververze Diamandy Galás)" - 8:57

## Sestava
- Sakis Tolis – vokály, kytara, klávesy
- Themis Tolis – bicí
- Andreas Lagios – baskytara